# 濟良卡河
濟良卡河是俄羅斯的河流，屬於科雷馬河的左支流，由薩哈共和國負責管轄，河道全長299公里，流域面積約7,310平方公里，河水主要來自融雪和雨水。